# 5725 Ньордлінген
5725 Ньордлінген (5725 Nördlingen) — астероїд головного поясу, відкритий 23 січня 1988 року.
Тіссеранів параметр щодо Юпітера — 3,265.